# Koulikoro (krets)
Koulikoro är en krets i Mali.   Den ligger i regionen Koulikoro, i den sydvästra delen av landet, 100 km nordost om huvudstaden Bamako.